# 仙台東郵便局
仙台東郵便局（せんだいひがしゆうびんきょく）は宮城県仙台市宮城野区原町にある郵便局。民営化前の分類では集配普通郵便局であった。

## 概要
住所：〒983-8799 宮城県仙台市宮城野区原町6-2-32

### 併設施設
- ゆうちょ銀行仙台東店（仙台支店仙台東出張所）：取扱店番号813010

### 分室
- 卸町分室 (81301A) - 2010年（平成22年）7月1日、旧JPエクスプレス宮城統括支店仙台卸町支店（若林区卸町東）跡地に、ゆうパック専門拠点として設置。ゆうゆう窓口の設置はなし。
- 若林分室 (81301B) - 若林郵便局に併設された、ゆうパックの仕分け専門拠点。

### 出張所（店舗外設置ATM）
民営化後は、すべてゆうちょ銀行仙台支店が管理を行っている。民営化当初は、通帳・明細に表示される取扱店番号はゆうちょ銀行仙台東店と同じく81301となっていたが、2010年（平成22年）以降、81591（DY仙台榴岡店内は81592）に変更されている。
- イオン仙台幸町店内出張所
- デイリーヤマザキ仙台榴岡店内出張所
- 仙台MTビル内出張所
- 仙台医療センター内出張所
- セラビ幸町店内出張所
- ヨークタウン新田東店内出張所
- 東北薬科大学病院内出張所
- ヨークベニマル東仙台フォレオ店内出張所

## 沿革
- 1966年（昭和41年）8月8日 - 仙台東郵便局として、仙台市原町苦竹字海道下[1]に開局。同時に岩切郵便局[2]および高砂郵便局[3]から集配業務を移管[4]。
- 1988年（昭和63年）6月27日 - 仙台北郵便局開局に伴い、集配業務の一部を移管。
- 1994年（平成6年）7月1日 - 外国通貨の両替および旅行小切手の売買に関する業務取扱を開始。
- 1995年（平成7年）10月16日 - 若林郵便局開局に伴い、集配業務の一部を移管。
- 2007年（平成19年）10月1日 - 民営化に伴い、併設された郵便事業仙台東支店、ゆうちょ銀行仙台東店に一部業務を移管。
- 2010年（平成22年）7月1日 - 郵便事業がJPエクスプレスの宅配便事業を譲受したことに伴い、若林区卸町東のJPエクスプレス宮城統括支店仙台卸町支店の跡地に、郵便事業仙台東支店卸町分室を設置。
- 2012年（平成24年）10月1日 - 日本郵便株式会社の発足に伴い、郵便事業仙台東支店を仙台東郵便局に統合。
- 2016年（平成28年）9月24日 - ゆうゆう窓口の24時間営業を中止。

## 取扱内容

### 仙台東郵便局
- 郵便、印紙、ゆうパック、内容証明
- 生命保険、バイク自賠責保険、がん保険、引受条件緩和型医療保険
- 港五丁目を除く仙台市宮城野区内全域の集配業務（港五丁目は塩釜郵便局の担当）
- ゆうゆう窓口

### ゆうちょ銀行仙台東店
- 貯金、貸付、為替、振替、振込、国際送金、外貨両替、国債、投資信託、変額年金保険
- ATM（振替機能対応・ホリデーサービス実施）

## 周辺
- 仙台市宮城野区役所
- 仙台市ガス局
- 陸上自衛隊仙台駐屯地
- 国道45号

## アクセス
- JR仙石線 陸前原ノ町駅から徒歩約8分、JR東北本線 東仙台駅から徒歩約18分
- 仙台市営バス 東郵便局前停留所下車
- 仙台東部道路 仙台東ICから北西へ約5km
- 駐車場あり：9台